# Manfred Fuchs (Fußballspieler, 1924)
Manfred Fuchs (* 5. April 1924 in Zwickau; † 23. August 2000) war Fußballspieler in der DDR-Oberliga bei Horch/Motor Zwickau und BSG Wismut Aue. Später war er in der DDR bei verschiedenen Erst- und Zweitligamannschaften Trainer.

## Karriere

### Fußballspieler
Erste Station in der Fußball-Laufbahn von Manfred Fuchs war der ATV im Zwickauer Stadtteil Marienthal, wo er als Zehnjähriger in die Schülermannschaft aufgenommen wurde. Schon mit 16 Jahren gehörte er zum Aufgebot der 1. Mannschaft, und mit 17 spielte er bereits mit dem Planitzer SC in der Gauliga Sachsen, damals eine der 16 höchsten Fußball-Spielklassen. Nach dem Zweiten Weltkrieg spielte Fuchs zunächst Fußball bei der nahe Zwickau neu gebildeten SG Cainsdorf. Im Herbst 1947 lief er als so genannter Zonenspringer ein- oder zweimal für Hannover 96 auf. 1948 gehörte er zu den Mitbegründern der Zentralen Betriebssportgemeinschaft Horch Zwickau. Als in der Saison 1949/50 die ZSG Horch Zwickau erster DDR-Fußballmeister wurde, hatte Fuchs in 22 der 26 Punktspiele mitgewirkt und damit wesentlich zum Erfolg der Zwickauer beigetragen. Abgesehen von einem kurzen Abstecher zu Turbine Erfurt, wo er 1952 zwei Oberligaspiele bestritt, spielte Fuchs als etatmäßiger Verteidiger von 1949 bis 1953 98 Mal für Zwickau in der DDR-Oberliga, schoss dabei drei Tore. Zu Beginn der Spielzeit 1953/54 wechselte Fuchs zum Lokalrivalen BSG Wismut Aue. Da er jedoch mit fast 30 Jahren seinen Leistungshorizont überschritten hatte, kam er dort nur noch 1954 in 10 Oberligaspielen zum Einsatz. Neben den Meisterschaftsspielen wurde Fuchs auch in neun Spielen der Sachsenauswahl eingesetzt.

### Fußballtrainer
Noch während seiner Zeit als aktiver Fußballspieler hatte sich Manfred Fuchs 1949 zum Fußballtrainer ausbilden lassen. 1950 war er Trainerassistent an der sächsischen Landessportschule unter Richard Hofmann. Von 1953 bis 1962 war er bei der zentralen Sportvereinigung Wismut als Trainer angestellt und wurde als Trainerassistent bei Wismut Gera und beim SC Wismut Karl-Marx-Stadt eingesetzt. Von Juli 1960 bis März 1962 war er verantwortlicher Oberligatrainer bei den Erzgebirgern. Anschließend war er beim DDR-Fußballverband für die Traineranleitung in der Südstaffel der zweitklassigen DDR-Liga verantwortlich und betreute für kurze Zeit die DDR-Juniorenauswahl. Am 1. Juni 1966 übernahm er bei Dynamo Dresden den Posten eines Cheftrainers. In seiner ersten Saison führte Fuchs die Dresdner auf Platz 4 der Oberliga, die bisher beste Platzierung seit dem Aufstieg 1964. Doch schon ein Jahr später kam die Ernüchterung, als Dynamo im Frühjahr 1968 in akute Abstiegsgefahr geriet. Um dem Debakel zu entrinnen, wurde Fuchs am 16. März 1968 durch den neuen Trainer Kurt Kresse ersetzt. Dynamo Dresden stieg trotzdem ab und Fuchs ging zurück ins heimatliche Zwickau, wo er in der Saison 1968/69 die Oberligamannschaft von Sachsenring Zwickau (Nachfolger seiner früheren Mannschaft) als beste Betriebssportgemeinschaft auf Platz 5 brachte. Im Sommer 1969 erhielt Fuchs ein Angebot vom Oberligaaufsteiger Stahl Eisenhüttenstadt. Zusammen mit dem bisherigen DDR-Verbandstrainer Hans Studener nahm er das Angebot an, konnte aber nicht verhindern, dass die Stahlmannschaft bereits nach einem Jahr wieder aus der Oberliga abstieg. Trotz des Abstiegs blieb Fuchs in Eisenhüttenstadt mit dem Auftrag, die Mannschaft erneut in die Oberliga zu führen. Kurz nach Beginn der Saison 1970/71 wurde Stahl Eisenhüttenstadt jedoch wegen finanzieller Manipulationen des Statutenverstoßes bezichtigt. Die Mannschaft wurde in die drittklassige Bezirksliga zurückgestuft und Sperren gegen Spieler und Funktionäre verhängt. Manfred Fuchs wurde mit einer zweijährigen Sperre belegt und tauchte danach nie wieder in einer höherklassigen Mannschaft auf.

## Hinweis
Es gab einen gleichnamigen Fußballspieler und -trainer (* 1938), der ebenfalls bei Wismut Aue spielte, allerdings in den Jahren 1966 bis 1974. Im Standardwerk Enzyklopädie des DDR-Fußballs von Hanns Leske werden fälschlich die Trainertätigkeiten von Manfred Fuchs (Fußballspieler, 1938) bei Manfred Fuchs (* 1924) aufgeführt.
| Personendaten    | Personendaten            |
| ---------------- | ------------------------ |
| NAME             | Fuchs, Manfred           |
| KURZBESCHREIBUNG | deutscher Fußballspieler |
| GEBURTSDATUM     | 5. April 1924            |
| GEBURTSORT       | Zwickau                  |
| STERBEDATUM      | 23. August 2000          |